# 人生よありがとう
「人生よありがとう」（じんせいよありがとう、Gracias a la vida）は、ビオレータ・パラ作詞作曲のフォルクローレの楽曲。

## 概要
1966年発表のヌエバ・カンシオンの曲に分類されるもの。チリのシンガーソングライターのビオレータ・パラ最後のアルバムにあった曲である。その翌年の1967年2月5日、彼女は自殺する。その後、1970年に政権樹立したチリの人民連合政権で、この歌はヒットする。1973年9月11日のピノチェトらによるクーデター後も、弾圧されていた反独裁勢力に歌い継がれる。
1974年、アメリカ合衆国のジョーン・バエズがカヴァーして、アメリカ国内でもヒットする。
YouTubeでも、ビオレータ・パラの自作自演、メルセデス・ソーサの歌唱や、月田秀子の歌唱、いくつかアップロードされている。

## カヴァー
アルゼンチン
- メルセデス・ソーサ　Mercedes Sosa
- グラシェラ・スサーナ　Graciela Susana

アメリカ合衆国
- ジョーン・バエズ　Joen Baez

ブラジル
- エリス・レジーナ　Elis Regina